# زنغ أباد (بيرانشهر)
زنغ أباد هي قرية في مقاطعة بيرانشهر، إيران. عدد سكان هذه القرية هو 389 في سنة 2006.